# Oh Yes I Can
Oh Yes I Can est le deuxième album studio solo de David Crosby. Il est sorti le 23 janvier 1989, 18 ans après l'album précédent, If I Could Only Remember My Name.
Quatre chansons ("Drive My Car", "Distances", "Melody" et "Flying Man") devaient apparaître sur l'album solo inachevé de Crosby 1979-1981 sur le label Capitol Records et ont ensuite été rejetées pour être incluses dans les projets du trio Crosby, Stills & Nash. Le groupe avait tenté d'enregistrer "Drive My Car" et "Distances" lors de sessions avortées de 1976 de l'album  CSN (1977).

## Liste des chansons
Toutes les chansons de David Crosby, sauf indications contraires.
1. Drive My Car - 3:34
2. Melody - D.Crosby/Craig Doerge - 4:07
3. Monkey and the Underdog - D.Crosby/Craig Doerge - 4:15
4. In the Wide Ruin - 4:47
5. Tracks in the Dust - 4:48
6. Drop Down Mama - 3:07
7. Lady of the Harbor - D.Crosby/Craig Doerge - 3:19
8. Distances (Crosby) - 3:36
9. Flying Man (Crosby, Doerge) - D.Crosby/Craig Doerge - 3:25
10. Oh Yes I Can (Crosby) - 5:08
11. America (My Country 'Tis of Thee) - (Traditionnel, arr. Michael Hedges) - 1:58

## Musiciens
- David Crosby – chant, chœurs, guitare électrique (5, 6), guitare acoustique (8)
- Danny Kortchmar – guitare acoustique (1, 3), guitare électrique (8)
- Steve Lukather – guitares (2, 4)
- Michael Hedges – guitares (5, 11), chœurs (5), arrangements (11)
- Michael Landau – guitares (7)
- Larry Carlton – guitares (9)
- David Lindley – guitare slide (1)
- Dan Dugmore – guitare slide (6)
- Leland Sklar – basse (1, 2, 4, 7, 9-11)
- George "Chocolate" Perry – basse (3, 8)
- Tim Drummond – basse (6)
- Mike Finnigan – orgue (3, 6)
- Kenny Kirkland – piano électrique (8)
- Craig Doerge – synthétiseurs (1), Yamaha TX816 Rhodes (2), piano acoustique (3, 4, 6, 10), Rhodes (4) , claviers (7, 9)
- Kim Bullard – synthétiseurs (2, 4, 10)
- Joe Vitale – batterie (1, 3, 8), orgue (3), synthétiseurs (10)
- Russ Kunkel – batterie (2, 4, 7, 9, 10), percussions (7)
- Jim Keltner – batterie (6)
- Joe Lala – percussions (2, 8, 9)
- Kim Hutchcroft – saxophones (3)
- Larry Williams – saxophones (3)
- Gary Grant – trompette (3)
- Jerry Hey – trompette (3), arrangements de cuivres (3)
- Jackson Browne – chœurs (4)
- Graham Nash – chœurs (5, 11), piano électrique (8)
- Bonnie Raitt – chœurs (7)
- James Taylor – chœurs (10)
- J. D. Souther - chœurs (11)